# José Miguel Ortiz
José Miguel Ortiz Novoa (Santiago, 22 de noviembre de 1941) es un profesor y político chileno, miembro de la Democracia Cristiana (DC). Fue diputado de la República por el distrito N.° 44 (Concepción, San Pedro de la Paz y Chiguayante), durante siete periodos consecutivos desde 1990 hasta 2018. Entre 2018 y 2022 ejerció el mismo cargo pero por el distrito N.° 20. Junto con René Manuel García (RN), es el diputado que más ha permanecido en dicho cargo en la historia de Chile con más de treinta años seguidos.

## Biografía
Nació el 22 de noviembre de 1941, en Santiago. Hijo de José León Ortíz Núñez y Alicia Novoa Vega. Está casado con Nelda Novely Vera Vásquez y son padres de tres hijos.

### Estudios y vida laboral
Los estudios primarios los realizó en el Colegio San Ignacio de Concepción, mientras que los secundarios en el Liceo Enrique Molina Garmendia de esa misma ciudad. Posteriormente estudió en la Facultad de Educación de la Universidad de Concepción, donde obtuvo el título de profesor de enseñanza básica.
En el ámbito profesional se desempeñó en diversos recintos escolares. Ejerció como docente en el Seminario Menor Metropolitano de Concepción y luego como Director Provincial de Educación. En 1980, fue exonerado de este último cargo por el régimen militar de Augusto Pinochet.

## Trayectoria política
Inicia sus actividades políticas en 1957 al ingresar al Partido Demócrata Cristiano (PDC) de su Región. Luego, durante la campaña presidencial de Eduardo Frei Montalva dirige el Comando Juvenil Independiente (CJI).
Vinculado a su partido desarrolla toda su carrera política. Así, en 1966 preside el Departamento Sindical y al año siguiente es nombrado vicepresidente comunal de su colectividad en Concepción. Más tarde, es designado secretario y presidente provincial.
Entre 1979 y 1984 integró la Comisión Política a nivel nacional y hasta 1988 fue delegado ante la Junta Nacional de su partido.
A principios de los años 80 asumió como Consejero Provincial de la Central Unitaria de Trabajadores (CUT) y fue dirigente nacional de los Empleados Hípicos.
En 1988 oficia como Coordinador de la campaña por el NO en Concepción para el plebiscito de ese año.

### Diputado de la República (1990-2022)

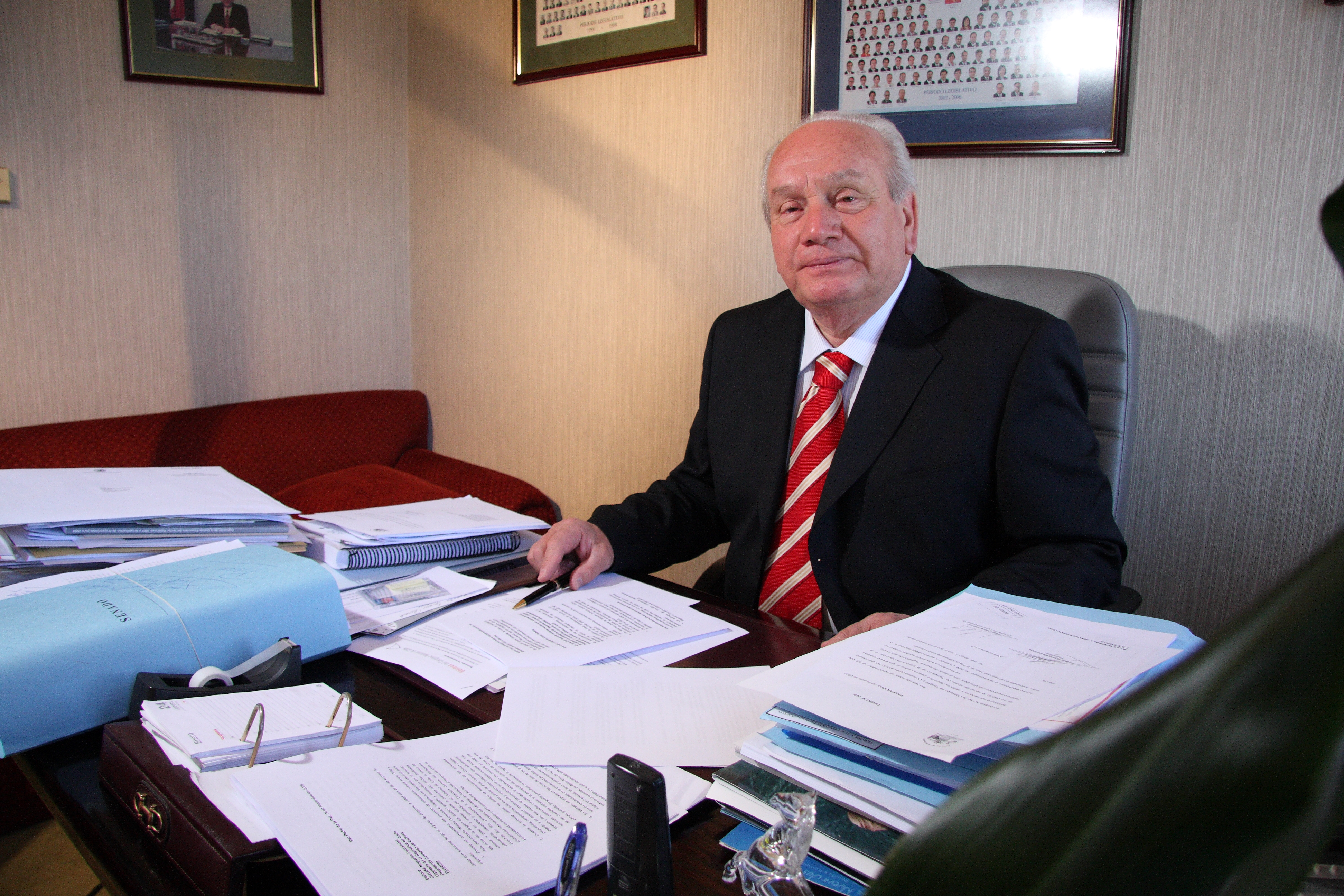
Fotografía de José Miguel Ortiz en su oficina parlamentaria (2009).

Comienza su carrera en la cámara baja, al resultar electo diputado en las parlamentarias de 1989 por la Región del Bío-Bío (distrito N.° 44, correspondiente a las comunas de Concepción, Chiguayante y San Pedro de la Paz), por el período legislativo 1990-1994. En su labor integra las Comisiones permanentes de Obras Públicas, Transportes y Telecomunicaciones y presidió la de Educación, Cultura, Ciencias, Tecnología, Deportes y Recreación. También, coordinó la bancada DC hasta 1988. Entre 1992 y 1993, fue jefe de sala de la bancada DC.
En diciembre de 1993 es reelecto para el siguiente período, de 1994 a 1998. Pasa a formar parte de la Comisión permanente de Educación, Cultura, Ciencias y Tecnologías, Deportes y Recreación. Además, se incorpora a la Comisión Especial de la Empresa Marítima Chilena (Empremar) y la Investigadora de Irregularidades en la Empresa Nacional del Carbón (ENACAR). También, es electo primer vicepresidente de la Cámara, ejerciendo desde el 12 de julio de 1995 hasta el 19 de marzo de 1996.
En diciembre de 1997 es reelecto nuevamente en su cargo por tercera vez consecutiva, para el período legislativo 1998-2002. Integró la Comisión Permanente de Hacienda y presidió la tercera Subcomisión Mixta del Presupuesto del año 2000.
En diciembre de 2001 fue elegido diputado, por el mismo distrito N.º 44 de la VIII Región del Bío-Bío, correspondiente a las comunas de Concepción, San Pedro de la Paz y Chiguayante, para el período 2002-2006. En mayo de 2004 pasó a integrar la Comisión Especial Mixta de Presupuestos. En julio del mismo año, integra la Comisión de Hacienda; de Economía y las Comisiones Especiales sobre Actuaciones de Funcionarios Públicos en el «Caso Matute Johns»; de la Pequeña y Mediana Empresa (PYME) y la Especial Cuerpos de Bomberos de Chile.
Reelecto diputado en diciembre de 2005 para un quinto periodo, por el distrito N.º 44 de la VIII Región del Bío-Bío, correspondiente a las comunas de Concepción, San Pedro de la Paz y Chiguayante, para el periodo de 2006-2010. Integra las comisiones de Economía, que preside, y la de Hacienda. Es además, miembro de la Comisión Investigadora sobre Central Pangue; Investigadora sobre Plan AUGE y de la Comisión Especial de la Pequeña y Mediana Empresa (PYME).
En diciembre de 2009, fue confirmado para un sexto periodo en la Cámara en representación del PDC y por el mismo distrito (para el período legislativo 2010-2014). Fue integrante de las comisiones permanentes de Micro, Pequeña y Mediana Empresa (PYME); y de Hacienda. Presidió el grupo interparlamentario chileno-español. Formó parte del Comité parlamentario del PDC.
En las elecciones parlamentarias de noviembre de 2013, es reelecto como diputado cumpliendo un séptimo periodo por el distrito N.º 44 de la Región del Biobío, en representación del PDC, por el periodo 2014-2018.
Integró las comisiones permanentes de Hacienda; Revisora de Cuentas (presidente desde el año 2010); Familia y Adulto Mayor; Especial Mixta de Presupuestos; y, a partir de abril de 2015, en la de Bomberos, de la que fue su presidente.
En noviembre de 2017, fue reelecto para un octavo periodo como diputado de la República en representación del Partido Demócrata Cristiano por el nuevo distrito N.° 20 de la Región del Bío-Bío, dentro del pacto Convergencia Democrática, por el período legislativo 2018-2022. Integra las comisiones permanentes de Bomberos; de Hacienda; y Revisora de Cuentas.
Forma parte del Comité parlamentario del PDC.

## Historial electoral

### Elecciones parlamentarias de 1989
- Elecciones Parlamentarias de 1989 a Diputado por el distrito 44 (Concepción)[3]

### Elecciones parlamentarias de 1993
- Elecciones Parlamentarias de 1993 a Diputados por el distrito 44 (Concepción)[4]

### Elecciones parlamentarias de 1997
- Elecciones Parlamentarias de 1997 a Diputados por el distrito 44 (Concepción, San Pedro de la Paz y Chiguayante)[5]

### Elecciones parlamentarias de 2001
- Elecciones Parlamentarias de 2001 a Diputados por el distrito 44 (Concepción, San Pedro de la Paz y Chiguayante)[6]

### Elecciones parlamentarias de 2005
- Elecciones Parlamentarias de 2005 a Diputados por el distrito 44 (Concepción, San Pedro de la Paz y Chiguayante)[7]

### Elecciones parlamentarias de 2009
- Elecciones Parlamentarias de 2009 a Diputados por el distrito 44 (Concepción, San Pedro de la Paz y Chiguayante)[8]

### Elecciones parlamentarias de 2013
- Elecciones Parlamentarias de 2013 a Diputados por el distrito 44 (Concepción, San Pedro de la Paz y Chiguayante)[9]

### Elecciones parlamentarias de 2017
- Elecciones parlamentarias de 2017 a Diputados por el distrito 20 (Chiguayante, Concepción, Coronel, Florida, Hualpén, Hualqui, Penco, San Pedro de la Paz, Santa Juana, Talcahuano y Tomé)[10]

### Elecciones parlamentarias de 2021
- Elecciones parlamentarias de 2021, para la Circunscripción Senatorial nro. 10, Región del Bíobío